# Vstupní draft NHL 2001
Vstupní draft NHL 2001 byl 40. vstupním draftem v historii NHL.

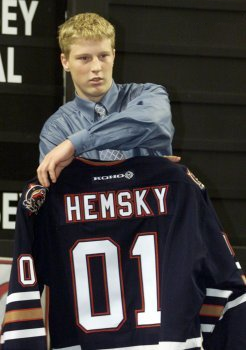
Aleš Hemský byl vybrán na 13. místě týmem Edmonton Oilers.

## Výběry v draftu
Výběry v jednotlivých kolech:
- 1. kolo
- 2. kolo
- 3. kolo
- 4. kolo
- 5. kolo
- 6. kolo
- 7. kolo
- 8. kolo
- 9. kolo

### 1. kolo
| Výběr | Hráč                              | Národnost        | Tým NHL                              | Vysokoškolský/juniorský/tehdejší tým |
| ----- | --------------------------------- | ---------------- | ------------------------------------ | ------------------------------------ |
| 1.    | Ilja Kovalčuk (Levé křídlo)       | Rusko            | Atlanta Thrashers                    | Spartak Moskva (Rusko)               |
| 2.    | Jason Spezza (Střední útočník)    | Kanada           | Ottawa Senators z New York Islanders | Windsor Spitfires (OHL)              |
| 3.    | Alexandr Svitov (Střední útočník) | Rusko            | Tampa Bay Lightning                  | Avangard Omsk (Rusko)                |
| 4.    | Stephen Weiss (Střední útočník)   | Kanada           | Florida Panthers                     | Plymouth Whalers (OHL)               |
| 5.    | Stanislav Čistov (Levé křídlo)    | Rusko            | Mighty Ducks of Anaheim              | Avangard Omsk (Rusko)                |
| 6.    | Mikko Koivu (Střední útočník)     | Finsko           | Minnesota Wild                       | TPS (Finsko)                         |
| 7.    | Mike Komisarek (Obránce)          | USA              | Montreal Canadiens                   | U. of Michigan (NCAA)                |
| 8.    | Pascal Leclaire (Brankář)         | Kanada           | Columbus Blue Jackets                | Halifax Mooseheads (QMJHL)           |
| 9.    | Tuomo Ruutu (Střední útočník)     | Finsko           | Chicago Blackhawks                   | Jokerit (Finsko)                     |
| 10.   | Dan Blackburn (Brankář)           | Kanada           | New York Rangers                     | Kootenay Ice (WHL)                   |
| 11.   | Fredrik Sjostrom (Pravé křídlo)   | Švédsko          | Phoenix Coyotes                      | Frolunda HC (Švédsko)                |
| 12.   | Dan Hamhuis (Obránce)             | Kanada           | Nashville Predators                  | Prince George Cougars (WHL)          |
| 13.   | Aleš Hemský (Pravé křídlo)        | Česko            | Edmonton Oilers                      | Hull Olympiques (QMJHL)              |
| 14.   | Chuck Kobasew (Pravé křídlo)      | Kanada           | Calgary Flames                       | Boston College (NCAA)                |
| 15.   | Igor Kňjazev (Obránce)            | Rusko            | Carolina Hurricanes                  | Spartak Moskva (Rusko)               |
| 16.   | R. J. Umberger (Pravé křídlo)     | USA              | Vancouver Canucks                    | Ohio State Buckeyes (CCHA)           |
| 17.   | Carlo Colaiacovo (Obránce)        | Kanada           | Toronto Maple Leafs                  | Erie Otters (OHL)                    |
| 18.   | Jens Karlsson (Levé křídlo)       | Švédsko          | Los Angeles Kings                    | Frolunda HC (Švédsko)                |
| 19.   | Shaone Morrisonn (Obránce)        | Kanada           | Boston Bruins                        | Kamloops Blazers (WHL)               |
| 20.   | Marcel Goc (Střední útočník)      | Německo          | San Jose Sharks                      | Schwenningen Wild Wings (Německo)    |
| 21.   | Colby Armstrong (Pravé křídlo)    | Kanada           | Pittsburgh Penguins                  | Red Deer Rebels (WHL)                |
| 22.   | Jiří Novotný (Střední útočník)    | Česko            | Buffalo Sabres                       | HC České Budějovice (Česko)          |
| 23.   | Tim Gleason (Obránce)             | USA              | Ottawa Senators                      | Windsor Spitfires (OHL)              |
| 24.   | Lukas Krajicek (Obránce)          | Česko            | Florida Panthers                     | Peterborough Petes (OHL)             |
| 25.   | Alexandr Perežogin (Pravé křídlo) | Rusko Kazachstán | Montreal Canadiens                   | Avangard Omsk (Rusko)                |
| 26.   | Jason Bacashihua (Brankář)        | USA              | Dallas Stars                         | Chicago Freeze (NAHL)                |
| 27.   | Jeff Woywitka (Obránce)           | Kanada           | Philadelphia Flyers                  | Red Deer Rebels (WHL)                |
| 28.   | Adrian Foster (Střední útočník)   | Kanada           | New Jersey Devils                    | Saskatoon Blades (WHL)               |
| 29.   | Adam Munro (Brankář)              | Kanada           | Chicago Blackhawks                   | Erie Otters (OHL)                    |
| 30.   | Dave Steckel (Střední útočník)    | USA              | Los Angeles Kings                    | Ohijská státní univerzita (NCAA)     |

### 2. kolo
| Výběr | Hráč                                | Národnost | Tým NHL                                    | Vysokoškolský/juniorský/tehdejší tým            |
| ----- | ----------------------------------- | --------- | ------------------------------------------ | ----------------------------------------------- |
| 31.   | Matthew Spiller (Obránce)           | Kanada    | Phoenix Coyotes                            | Seattle Thunderbirds (WHL)                      |
| 32.   | Derek Roy (Střední útočník)         | Kanada    | Buffalo Sabres                             | Kitchener Rangers (OHL)                         |
| 33.   | Timofej Šiškanov (Levé křídlo)      | Rusko     | Nashville Predators Spartak Moskva (Rusko) |                                                 |
| 34.   | Greg Watson (Levé křídlo)           | Kanada    | Florida Panthers                           | Prince Albert Raiders (WHL)                     |
| 35.   | Mark Popovic (Obránce)              | Kanada    | Mighty Ducks of Anaheim                    | Toronto St. Michael's Majors (OHL)              |
| 36.   | Kyle Wanvig (Pravé křídlo)          | Kanada    | Minnesota Wild                             | Red Deer Rebels (WHL)                           |
| 37.   | Duncan Milroy (Pravé křídlo)        | Kanada    | Montreal Canadiens                         | Swift Current Broncos (WHL)                     |
| 38.   | Tim Jackman (Pravé křídlo)          | USA       | Columbus Blue Jackets                      | Minnesota State-Mankato (NCAA)                  |
| 39.   | Karel Pilař (Obránce)               | Česko     | Toronto Maple Leafs                        | HC Litvínov (Česko)                             |
| 40.   | Fjodor Ťjutin (Obránce)             | Rusko     | New York Rangers                           | SKA Petrohrad (Rusko)                           |
| 41.   | Andrej Taratuchin (Střední útočník) | Rusko     | Calgary Flames                             | Avangard Omsk (Rusko)                           |
| 42.   | Tomáš Slovák (Obránce)              | Slovensko | Nashville Predators                        | HC Košice (Slovensko)                           |
| 43.   | Doug Lynch (Obránce)                | Kanada    | Edmonton Oilers                            | Red Deer Rebels (WHL)                           |
| 44.   | Igor Pohanka (Střední útočník)      | Slovensko | New Jersey Devils                          | Prince Albert Raiders (WHL)                     |
| 45.   | Martin Podlešák (Střední útočník)   | Česko     | Phoenix Coyotes                            | Lethbridge Hurricanes (WHL)                     |
| 46.   | Mike Zigomanis (Střední útočník)    | Kanada    | Carolina Hurricanes                        | Kingston Frontenacs (OHL)                       |
| 47.   | Alexandr Polušin (Levé křídlo)      | Rusko     | Tampa Bay Lightning                        | THK Tver (Rusko)                                |
| 48.   | Tuomas Pihlman (Levé křídlo)        | Finsko    | New Jersey Devils                          | JYP (Finsko)                                    |
| 49.   | Mike Cammalleri (Střední útočník)   | Kanada    | Los Angeles Kings Z Toronta for Aki Berg   | University of Michigan (NCAA)                   |
| 50.   | Chris Thorburn (Střední útočník)    | Kanada    | Buffalo Sabres                             | North Bay Centennials (OHL)                     |
| 51.   | Jaroslav Bednář (Střední útočník)   | Česko     | Los Angeles Kings                          | HIFK (Finsko)                                   |
| 52.   | Ed Caron (Levé křídlo)              | USA       | Edmonton Oilers                            | Phillips-Exeter (USHS)                          |
| 53.   | Kiel McLeod (Střední útočník)       | Kanada    | Columbus Blue Jackets                      | Kelowna Rockets (WHL)                           |
| 54.   | Noah Welch (Obránce)                | USA       | Pittsburgh Penguins                        | St. Sebastian's (Needham, Massachusetts) (USHS) |
| 55.   | Jason Pominville (Pravé křídlo)     | USA       | Buffalo Sabres                             | Shawinigan Cataractes (QMJHL)                   |
| 56.   | Andrej Medveděv (Brankář)           | Rusko     | Calgary Flames                             | HC Spartak Moskva (Rusko)                       |
| 57.   | Jay McClement (Střední útočník)     | Kanada    | St. Louis Blues                            | Brampton Battalion (OHL)                        |
| 58.   | Nathan Paetsch (Obránce)            | Kanada    | Washington Capitals                        | Moose Jaw Warriors (WHL)                        |
| 59.   | Matt Keith (Pravé křídlo)           | Kanada    | Chicago Blackhawks                         | Spokane Chiefs (WHL)                            |
| 60.   | Viktor Jučevatov (Obránce)          | Rusko     | New Jersey Devils                          | Lokomotiv Jaroslavl (Rusko)                     |
| 61.   | Andreas Holmqvist (Obránce)         | Švédsko   | Tampa Bay Lightning                        | Hammarby IF (Švédsko)                           |
| 62.   | Igor Grigorenko (Pravé křídlo)      | Rusko     | Detroit Red Wings                          | HC Lada Togliatti (Rusko)                       |
| 63.   | Peter Budaj (Brankář)               | Slovensko | Colorado Avalanche                         | Toronto St. Michael's Majors (OHL)              |

### 3. kolo
| Výběr | Hráč                                | Národnost | Tým NHL                 | Vysokoškolský/juniorský/tehdejší tým |
| ----- | ----------------------------------- | --------- | ----------------------- | ------------------------------------ |
| 64.   | Tomáš Malec (Obránce)               | Slovensko | Florida Panthers        | Rimouski Océanic (QMJHL)             |
| 65.   | Brendan Bell (Obránce)              | Kanada    | Toronto Maple Leafs     | Ottawa 67's (OHL)                    |
| 66.   | Fjodor Fjodorov (Levé křídlo)       | Rusko     | Vancouver Canucks       | Sudbury Wolves (OHL)                 |
| 67.   | Robin Leblanc (Pravé křídlo)        | Švýcarsko | New Jersey Devils       | Baie-Comeau Drakkar (QMJHL)          |
| 68.   | Grant McNeill (Obránce)             | Kanada    | Florida Panthers        | Prince Albert Raiders (WHL)          |
| 69.   | Joel Stepp (Levé křídlo)            | Kanada    | Mighty Ducks of Anaheim | Red Deer Rebels (WHL)                |
| 70.   | Yared Hagos (Střední útočník)       | Švédsko   | Dallas Stars            | AIK (Švédsko)                        |
| 71.   | Tomáš Plekanec (Levé křídlo)        | Česko     | Montreal Canadiens      | HC Rabat Kladno (Česko)              |
| 72.   | Brandon Nolan (Levé křídlo)         | Kanada    | New Jersey Devils       | Oshawa Generals (OHL)                |
| 73.   | Craig Anderson (Brankář)            | USA       | Chicago Blackhawks      | Guelph Storm (OHL)                   |
| 74.   | Chris Heid (Obránce)                | Kanada    | Minnesota Wild          | Spokane Chiefs (WHL)                 |
| 75.   | Denis Platonov                      | Rusko     | Nashville Predators     | HC Saratov (Rusko)                   |
| 76.   | Oliver Setzinger (Střední útočník)  | Rakousko  | Nashville Predators     | Ilves Tampere (Finsko)               |
| 77.   | Darren McLachlan (Levé křídlo)      | Kanada    | Boston Bruins           | Seattle Thunderbirds (WHL)           |
| 78.   | Beat Schiess-Forster (Obránce)      | Švýcarsko | Phoenix Coyotes         | HC Davos (Švýcarsko)                 |
| 79.   | Garth Murray (Střední útočník)      | Kanada    | New York Rangers        | Regina Pats (WHL)                    |
| 80.   | Michael Garnett (Brankář)           | Kanada    | Atlanta Thrashers       | Saskatoon Blades (WHL)               |
| 81.   | Neil Komadoski (Obránce)            | USA       | Ottawa Senators         | University of Notre Dame (NCAA)      |
| 82.   | Jay Harrison (Obránce)              | Kanada    | Toronto Maple Leafs     | Brampton Battalion (OHL)             |
| 83.   | Henrik Juntunen (Pravé křídlo)      | Švédsko   | Los Angeles Kings       | Karpat (Finsko)                      |
| 84.   | Kenny Smith (Obránce)               | USA       | Edmonton Oilers         | Harvard (NCAA)                       |
| 85.   | Aaron Johnson (Obránce)             | Kanada    | Columbus Blue Jackets   | Rimouski Océanic (QMJHL)             |
| 86.   | Drew Fata (Obránce)                 | Kanada    | Pittsburgh Penguins     | St. Michael's Majors (OHL)           |
| 87.   | Per Mars                            | Švédsko   | Columbus Blue Jackets   | Brynas IF (Švédsko)                  |
| 88.   | Nicolas Corbeil (Střední útočník)   | Kanada    | Toronto Maple Leafs     | Sherbrooke Castors (QMJHL)           |
| 89.   | Tuomas Nissinen (Brankář)           | Finsko    | St. Louis Blues         | KalPa (Finsko)                       |
| 90.   | Owen Fussey (Pravé křídlo)          | Kanada    | Washington Capitals     | Calgary Hitmen (WHL)                 |
| 91.   | Kevin Estrada (Levé křídlo)         | Kanada    | Carolina Hurricanes     | Chilliwack (BCJHL)                   |
| 92.   | Anthony Aquino (Pravé křídlo)       | Kanada    | Dallas Stars            | Merrimack College (NCAA)             |
| 93.   | Stephane Veilleux (Střední útočník) | Kanada    | Minnesota Wild          | Val D'Or Foreurs (QMJHL)             |
| 94.   | Jevgenij Arťuchin (Pravé křídlo)    | Rusko     | Tampa Bay Lightning     | HC Podolsk (Rusko)                   |
| 95.   | Patrick Sharp (Střední útočník)     | Kanada    | Philadelphia Flyers     | University of Vermont (NCAA)         |
| 96.   | Alexandre Rouleau (Obránce)         | Kanada    | Pittsburgh Penguins     | Val D'Or Foreurs (QMJHL)             |
| 97.   | Danny Bois (Pravé křídlo)           | Kanada    | Colorado Avalanche      | London Knights (OHL)                 |

### 4. kolo
| Výběr | Hráč                             | Národnost | Tým NHL                 | Vysokoškolský/juniorský/tehdejší tým |
| ----- | -------------------------------- | --------- | ----------------------- | ------------------------------------ |
| 98.   | Jordin Tootoo (Pravé křídlo)     | Kanada    | Nashville Predators     | Brandon Wheat Kings (WHL)            |
| 99.   | Ray Emery (Brankář)              | Kanada    | Ottawa Senators         | Sault Ste Marie Greyhounds (OHL)     |
| 100.  | Brian Sipotz (Obránce)           | USA       | Atlanta Thrashers       | Miami University (NCAA)              |
| 101.  | Cory Stillman (Střední útočník)  | Kanada    | New York Islanders      | Kingston Frontenacs (OHL)            |
| 102.  | Timo Parssinen (Střední útočník) | Finsko    | Mighty Ducks of Anaheim | HPK (Finsko)                         |
| 103.  | Tony Virta (Pravé křídlo)        | Finsko    | Minnesota Wild          | TPS (Finsko)                         |
| 104.  | Brent MacLellan (Obránce)        | Kanada    | Chicago Blackhawks      | Rimouski Océanic (QMJHL)             |
| 105.  | Vladimir Korsunov (Obránce)      | Rusko     | Mighty Ducks of Anaheim | Spartak Moskva (Rusko)               |
| 106.  | Christian Ehrhoff (Obránce)      | Německo   | San Jose Sharks         | Krefeld Pinguine (Německo)           |
| 107.  | Dimitrij Patzold (Brankář)       | Německo   | San Jose Sharks         | TSV Erding (Německo)                 |
| 108.  | Tomi Mäki (Pravé křídlo)         | Finsko    | Calgary Flames          | Jokerit (Finsko)                     |
| 109.  | Martti Jarventie (Obránce)       | Finsko    | Montreal Canadiens      | TPS (Finsko)                         |
| 110.  | Rob Zepp (Brankář)               | Kanada    | Carolina Hurricanes     | Plymouth Whalers (OHL)               |
| 111.  | Matti Kaltiainen (Brankář)       | Finsko    | Boston Bruins           | Blues (Finsko)                       |
| 112.  | Milan Gajic (Střední útočník)    | Kanada    | Atlanta Thrashers       | Burnaby (BCJHL)                      |
| 113.  | Bryce Lampman (Obránce)          | USA       | New York Rangers        | Omaha (USHL)                         |
| 114.  | Jevgenij Glackich (Levé křídlo)  | Rusko     | Vancouver Canucks       | Metallurg Magnitogorsk (Rusko)       |
| 115.  | Vladimir Gusev (Obránce)         | Rusko     | Chicago Blackhawks      | Chabarovsk (Rusko)                   |
| 116.  | Richard Petiot (Obránce)         | Kanada    | Los Angeles Kings       | Camrose (AJHL)                       |
| 117.  | Michael Woodford (Pravé křídlo)  | USA       | Florida Panthers        | Cushing Academy (USHS)               |
| 118.  | Brandon Rogers (Obránce)         | USA       | Mighty Ducks of Anaheim | Hotchkiss (USHS)                     |
| 119.  | Alexej Zotkin (Levé křídlo)      | Rusko     | Chicago Blackhawks      | Metallurg Magnitogorsk (Rusko)       |
| 120.  | Tomáš Surový (Levé křídlo)       | Slovensko | Pittsburgh Penguins     | Poprad (Slovensko)                   |
| 121.  | Drew MacIntyre (Brankář)         | Kanada    | Detroit Red Wings       | Sherbrooke Castors (QMJHL)           |
| 122.  | Igor Valejev (Pravé křídlo)      | Rusko     | St. Louis Blues         | North Bay Centennials (OHL)          |
| 123.  | Aaron Lobb (Pravé křídlo)        | Kanada    | Tampa Bay Lightning     | London Knights (OHL)                 |
| 124.  | Jegor Šastin (Levé křídlo)       | Rusko     | Calgary Flames          | Omsk Avangard (Rusko)                |
| 125.  | Jeff Lucky (Pravé křídlo)        | Kanada    | Washington Capitals     | Spokane Chiefs (WHL)                 |
| 126.  | Daniel Volráb (Střední útočník)  | Česko     | Dallas Stars            | HC Sparta Praha (Česko)              |
| 127.  | Christoph Schubert (Obránce)     | Německo   | Ottawa Senators         | Munchen Barons (Německo)             |
| 128.  | Andrej Posnov (Levé křídlo)      | Rusko     | New Jersey Devils       | Krylja Sovětov (Rusko)               |
| 129.  | Miroslav Blaťák (Obránce)        | Česko     | Detroit Red Wings       | HC Zlín (Česko)                      |
| 130.  | Colt King (Levé křídlo)          | Kanada    | Colorado Avalanche      | Guelph Storm (OHL)                   |
| 131.  | Ben Eaves (Střední útočník)      | USA       | Pittsburgh Penguins     | Boston College (NCAA)                |

### 5. kolo
| Výběr | Hráč                               | Národnost | Tým NHL                 | Vysokoškolský/juniorský/tehdejší tým |
| ----- | ---------------------------------- | --------- | ----------------------- | ------------------------------------ |
| 132.  | Dušan Salfický (Brankář)           | Česko     | New York Islanders      | HC Plzeň (Česko)                     |
| 133.  | Jussi Markkanen (Brankář)          | Finsko    | Edmonton Oilers         | Tappara (Finsko)                     |
| 134.  | Kyle Wellwood (Střední útočník)    | Kanada    | Toronto Maple Leafs     | Belleville Bulls (OHL)               |
| 135.  | Colin Stuart (Střední útočník)     | USA       | Atlanta Thrashers       | Colorado College (NCAA)              |
| 136.  | Billy Thompson (Brankář)           | Kanada    | Florida Panthers        | Prince George Cougars (WHL)          |
| 137.  | Joel Perrault (Střední útočník)    | Kanada    | Mighty Ducks of Anaheim | Baie-Comeau Drakkar (QMJHL)          |
| 138.  | Paul Lynch (Obránce)               | USA       | Tampa Bay Lightning     | Valley Jr. Warriors (EJHL)           |
| 139.  | Shawn Collymore (Pravé křídlo)     | Kanada    | New York Rangers        | Quebec Remparts (QMJHL)              |
| 140.  | Tomáš Plíhal (Levé křídlo)         | Česko     | San Jose Sharks         | Bílí Tygři Liberec (Česko)           |
| 141.  | Cole Jarrett (Obránce)             | Kanada    | Columbus Blue Jackets   | Plymouth Whalers (OHL)               |
| 142.  | Tommi Jaminki (Levé křídlo)        | Finsko    | Chicago Blackhawks      | Blues (Finsko)                       |
| 143.  | František Skladaný (Levé křídlo)   | Slovensko | Colorado Avalanche      | Boston University (NCAA)             |
| 144.  | Cody McCormick (C/PK)              | Kanada    | Colorado Avalanche      | Belleville Bulls (OHL)               |
| 145.  | James Hakewill (Obránce)           | USA       | Calgary Flames          | Westminster (USHS)                   |
| 146.  | Jussi Timonen (Obránce)            | Finsko    | Philadelphia Flyers     | KalPa (Finsko)                       |
| 147.  | Jiří Jakeš (Pravé křídlo)          | Česko     | Boston Bruins           | Brandon Wheat Kings (WHL)            |
| 148.  | David Klema (Obránce)              | USA       | Phoenix Coyotes         | Des Moines Buccaneers (USHL)         |
| 149.  | Mikko Viitanen (Obránce)           | Finsko    | Colorado Avalanche      | Ahmat (Finsko)                       |
| 150.  | Bernd Bruckler (Brankář)           | Rakousko  | Philadelphia Flyers     | Tri-City Storm (USHL)                |
| 151.  | Kevin Bieksa (Obránce)             | Kanada    | Vancouver Canucks       | Bowling Green University (CCHA)      |
| 152.  | Terry Denike (Brankář)             | Kanada    | Los Angeles Kings       | Weyburn Red Wings (SJHL)             |
| 153.  | Tuukka Mäntylä (Obránce)           | Finsko    | Los Angeles Kings       | Tappara (Finsko)                     |
| 154.  | Jake Brenk (Střední útočník)       | USA       | Edmonton Oilers         | Breck School (Minn.)                 |
| 155.  | Michal Vondrka (Střední útočník)   | Česko     | Buffalo Sabres          | HC České Budějovice (Česko)          |
| 156.  | Andy Schneider (Obránce)           | USA       | Pittsburgh Penguins     | Lincoln Stars (USHL)                 |
| 157.  | Andreas Jämtin (Pravé křídlo)      | Švédsko   | Detroit Red Wings       | Farjestads BK (Švédsko)              |
| 158.  | Roman Málek (Brankář)              | Česko     | Philadelphia Flyers     | HC Slavia Praha (Česko)              |
| 159.  | Dmitrij Sjomin (Střední útočník)   | Rusko     | St. Louis Blues         | HC Spartak Moskva (Rusko)            |
| 160.  | Artěm Ternavskij (Obránce)         | Rusko     | Washington Capitals     | Sherbrooke Beavers (QMJHL)           |
| 161.  | Mike Smith (Brankář)               | Kanada    | Dallas Stars            | Sudbury Wolves (OHL)                 |
| 162.  | Stefan Schauer (Obránce)           | Německo   | Ottawa Senators         | Riessersee SC (Německo)              |
| 163.  | Andreas Salomonsson (Levé křídlo)  | Švédsko   | New Jersey Devils       | Djurgardens IF (Švédsko)             |
| 164.  | Jurij Trubačov (Střední útočník)   | Rusko     | Calgary Flames          | Petrohrad (Rusko)                    |
| 165.  | Pierre-Luc Emond (Střední útočník) | Kanada    | Colorado Avalanche      | Drummondville Voltigeurs (QMJHL)     |

### 6. kolo
| Výběr | Hráč                               | Národnost | Tým NHL               | Vysokoškolský/juniorský/tehdejší tým |
| ----- | ---------------------------------- | --------- | --------------------- | ------------------------------------ |
| 166.  | Andy Chiodo (Brankář)              | Kanada    | New York Islanders    | St. Michael's Majors (OHL)           |
| 167.  | Michal Blažek (Obránce)            | Česko     | Dallas Stars          | HC Vsetín (Česko)                    |
| 168.  | Maxim Kondratěv (Obránce)          | Rusko     | Toronto Maple Leafs   | HC Lada Togliatti (Rusko)            |
| 169.  | Dustin Johner (Střední útočník)    | Kanada    | Florida Panthers      | Seattle Thunderbirds (WHL)           |
| 170.  | Jan Tabáček (Obránce)              | Slovensko | Anaheim Ducks         | Martimex ZTS Martin HC (Slovensko)   |
| 171.  | Eric Himelfarb (Střední útočník)   | Kanada    | Montreal Canadiens    | Sarnia Sting (OHL)                   |
| 172.  | Dennis Seidenberg (Obránce)        | Německo   | Philadelphia Flyers   | Adler Mannheim (Německo)             |
| 173.  | Justin Aikins (Pravé křídlo)       | Kanada    | Columbus Blue Jackets | Langley Hornets (BCHL)               |
| 174.  | Alexandr Golovin (Levé křídlo)     | Rusko     | Chicago Blackhawks    | Avangard Omsk-2 (Rusko)              |
| 175.  | Ryan Clowe (Pravé křídlo)          | Kanada    | San Jose Sharks       | Rimouski Océanic (QMJHL)             |
| 176.  | Marek Židlický (Obránce)           | Česko     | New York Rangers      | HIFK (Finsko)                        |
| 177.  | Andrej Razin (Střední útočník)     | Rusko     | Philadelphia Flyers   | Metallurg Magnitogorsk (Rusko)       |
| 178.  | Anton Lavrentěv (Střední útočník)  | Rusko     | Nashville Predators   | Ak Bars Kazaň (Rusko)                |
| 179.  | Andrew Alberts (Obránce)           | USA       | Boston Bruins         | Waterloo Blackhawks (USHL)           |
| 180.  | Scott Polaski (Pravé křídlo)       | USA       | Phoenix Coyotes       | Sioux City Musketeers (USHL)         |
| 181.  | Daniel Boisclair (Brankář)         | Kanada    | Carolina Hurricanes   | Cape Breton Screaming Eagles (QMJHL) |
| 182.  | Tom Cavanagh (Střední útočník)     | USA       | San Jose Sharks       | Phillips Exeter Academy (US Prep)    |
| 183.  | Jaroslav Sklenář (Levé křídlo)     | Česko     | Toronto Maple Leafs   | HC Brno (Česko)                      |
| 184.  | Scott Horvath (Pravé křídlo)       | USA       | Colorado Avalanche    | UMass-Amherst (NCAA)                 |
| 185.  | Mikael Svensk (Obránce)            | Švédsko   | Edmonton Oilers       | Frolunda HC (Švédsko)                |
| 186.  | Petr Punčochář (Obránce)           | Česko     | Chicago Blackhawks    | HC Energie Karlovy Vary (Česko)      |
| 187.  | Artěm Vostrikov (Levé křídlo)      | Rusko     | Columbus Blue Jackets | Tolyatti-2 (Rusko)                   |
| 188.  | Art Femenella (Obránce)            | USA       | Tampa Bay Lightning   | Sioux City Musketeers (USHL)         |
| 189.  | Pasi Nurminen (Brankář)            | Finsko    | Atlanta Thrashers     | Jokerit (Finsko)                     |
| 190.  | Brett Scheffelmaier (Obránce)      | Kanada    | St. Louis Blues       | Medicine Hat Tigers (WHL)            |
| 191.  | Zbyněk Novák (Střední útočník)     | Česko     | Washington Capitals   | HC Slavia Praha (Česko)              |
| 192.  | Jussi Jokinen (Levé křídlo)        | Finsko    | Dallas Stars          | Karpat Jr. (Finsko)                  |
| 193.  | Brooks Laich (Střední útočník)     | Kanada    | Ottawa Senators       | Moose Jaw Warriors (WHL)             |
| 194.  | James Massen (Pravé křídlo)        | USA       | New Jersey Devils     | Sioux Falls Stampede (USHL)          |
| 195.  | Nick Pannoni (Brankář)             | Kanada    | Detroit Red Wings     | Seattle Thunderbirds (WHL)           |
| 196.  | Charlie Stephens (Střední útočník) | Kanada    | Colorado Avalanche    | Guelph Storm (OHL)                   |

### 7. kolo
| Výběr | Hráč                               | Národnost | Tým NHL                 | Vysokoškolský/juniorský/tehdejší tým |
| ----- | ---------------------------------- | --------- | ----------------------- | ------------------------------------ |
| 197.  | Jan Holub (Obránce)                | Česko     | New York Islanders      | Bílí Tygři Liberec (Česko)           |
| 198.  | Ivan Koložváry (Střední útočník)   | Slovensko | Toronto Maple Leafs     | Dukla Trenčín (Slovensko)            |
| 199.  | Matt Suderman (Obránce)            | Kanada    | Atlanta Thrashers       | Saskatoon Blades (WHL)               |
| 200.  | Toni Koivisto (Levé křídlo)        | Finsko    | Florida Panthers        | Lukko (Finsko)                       |
| 201.  | Colin FitzRandolph (Pravé křídlo)  | USA       | Atlanta Thrashers       | Phillips Exeter Academy (NH)         |
| 202.  | Derek Boogaard (Levé křídlo)       | Kanada    | Minnesota Wild          | Prince George Cougars (WHL)          |
| 203.  | Andrew Archer (Obránce)            | Kanada    | Montreal Canadiens      | Guelph Storm (OHL)                   |
| 204.  | Raffaele Sannitz (Střední útočník) | Švýcarsko | Columbus Blue Jackets   | HC Lugano (Švýcarsko)                |
| 205.  | Teemu Jaaskelainen (Obránce)       | Finsko    | Chicago Blackhawks      | Ilves Jrs (Finsko)                   |
| 206.  | Petr Přeučil (Levé křídlo)         | Česko     | New York Rangers        | Quebec Remparts (QMJHL)              |
| 207.  | Garett Bembridge (Pravé křídlo)    | Kanada    | Calgary Flames          | Saskatoon Blades (WHL)               |
| 208.  | Thierry Douville (Obránce)         | Kanada    | Philadelphia Flyers     | Baie-Comeau Drakkar (QMJHL)          |
| 209.  | Jordan Sigalet (Brankář)           | Kanada    | Boston Bruins           | Victoria Grizzlies (BCJHL)           |
| 210.  | Steve Belanger (Brankář)           | USA       | Phoenix Coyotes         | Kamloops Blazers (WHL)               |
| 211.  | Sean Curry (Obránce)               | USA       | Carolina Hurricanes     | Tri-City Americans (WHL)             |
| 212.  | Jason King (Pravé křídlo)          | Kanada    | Vancouver Canucks       | Halifax Mooseheads (QMJHL)           |
| 213.  | Jan Chovan (Brankář)               | Slovensko | Toronto Maple Leafs     | Belleville Bulls (OHL)               |
| 214.  | Cristobal Huet (Brankář)           | Francie   | Los Angeles Kings       | HC Lugano (Švýcarsko)                |
| 215.  | Dan Baum (Levé křídlo)             | Kanada    | Edmonton Oilers         | Prince George Cougars (WHL)          |
| 216.  | Oleg Minakov (Střední útočník)     | Rusko     | Chicago Blackhawks      | Elektrostal (Rusko)                  |
| 217.  | Tomáš Duba (Brankář)               | Česko     | Pittsburgh Penguins     | HC Sparta Praha (Česko)              |
| 218.  | Jan Platil (Obránce)               | Česko     | Ottawa Senators         | Barrie Colts (OHL)                   |
| 219.  | Dennis Packard (Levé křídlo)       | USA       | Tampa Bay Lightning     | Harvard (NCAA)                       |
| 220.  | David Moss (Pravé křídlo)          | USA       | Calgary Flames          | Cedar Rapids RoughRiders (USHL)      |
| 221.  | Johnny Oduya (Obránce)             | Švédsko   | Washington Capitals     | Victoriaville Tigres (QMJHL)         |
| 222.  | Jeremy Van Hoof (Obránce)          | Kanada    | Tampa Bay Lightning     | Ottawa 67's (OHL)                    |
| 223.  | Brandon Bochenski (Pravé křídlo)   | USA       | Ottawa Senators         | Lincoln Stars (USHL)                 |
| 224.  | Tony Martensson (Střední útočník)  | Švédsko   | Mighty Ducks of Anaheim | Brynas IF (Švédsko)                  |
| 225.  | David Printz (Obránce)             | Švédsko   | Philadelphia Flyers     | Great Falls (AWHL)                   |
| 226.  | Pontus Petterstrom (Levé křídlo)   | Švédsko   | New York Rangers        | Tingsryds (Švédsko)                  |
| 227.  | Marek Svatoš (Pravé křídlo)        | Slovensko | Colorado Avalanche      | Kootenay Ice (WHL)                   |

### 8. kolo
| Výběr | Hráč                                   | Národnost | Tým NHL                 | Vysokoškolský/juniorský/tehdejší tým |
| ----- | -------------------------------------- | --------- | ----------------------- | ------------------------------------ |
| 228.  | Mike Bray (Pravé křídlo)               | Kanada    | New York Islanders      | Quebec Remparts (QMJHL)              |
| 229.  | Aaron Voros (Pravé křídlo)             | Kanada    | New Jersey Devils       | Victoria Salsa (BCHL)                |
| 230.  | Leonid Zvačkin (Obránce)               | Rusko     | New York Rangers        | Podolsk (Rusko)                      |
| 231.  | Kyle Bruce (Pravé křídlo)              | Kanada    | Florida Panthers        | Prince Albert Raiders (WHL)          |
| 232.  | Martin Gerber (Brankář)                | Švýcarsko | Mighty Ducks of Anaheim | Langau-Sui (Švýcarsko)               |
| 233.  | Joe Campbell (Obránce)                 | USA       | Calgary Flames          | Des Moines Buccaneers (USHL)         |
| 234.  | Calle Aslund (Obránce)                 | Švédsko   | Buffalo Sabres          | Huddinge (Švédsko)                   |
| 235.  | Neil Petruic (Obránce)                 | Kanada    | Ottawa Senators         | Kindersley Klippers (SJHL)           |
| 236.  | Ryan Bowness (Pravé křídlo)            | Kanada    | Columbus Blue Jackets   | Brampton Battalion (OHL)             |
| 237.  | Mike Gabinet (Obránce)                 | Kanada    | Los Angeles Kings       | U.Nebraska-Omaha (NCAA)              |
| 238.  | Ryan Hollweg (Střední útočník)         | USA       | New York Rangers        | Medicine Hat Tigers (WHL)            |
| 239.  | Jake Riddle (Levé křídlo)              | USA       | Minnesota Wild          | Seattle Thunderbirds (WHL)           |
| 240.  | Gustav Grasberg (Levé křídlo)          | Švédsko   | Nashville Predators     | HC Mora (Švédsko)                    |
| 241.  | Milan Jurčina (Obránce)                | Slovensko | Boston Bruins           | Halifax Mooseheads (QMJHL)           |
| 242.  | Andrew Murray (Střední útočník)        | Kanada    | Columbus Blue Jackets   | Bemidji State (CHA)                  |
| 243.  | František Lukeš (Levé křídlo)          | Česko     | Phoenix Coyotes         | Toronto St. Michael's Majors (OHL)   |
| 244.  | Carter Trevisani (Obránce)             | Kanada    | Carolina Hurricanes     | Ottawa 67's (OHL)                    |
| 245.  | Konstantin Michailov (Střední útočník) | Rusko     | Vancouver Canucks       | HC Neftěchimik Nižněkamsk (Rusko)    |
| 246.  | Tomáš Mojžíš (Obránce)                 | Česko     | Toronto Maple Leafs     | Moose Jaw Warriors (WHL)             |
| 247.  | Marek Dubec (Střední útočník)          | Slovensko | Buffalo Sabres          | HC Vsetín (Česko)                    |
| 248.  | Kari Haakana (Obránce)                 | Finsko    | Edmonton Oilers         | Jokerit (Finsko)                     |
| 249.  | Matthew Maglione (Obránce)             | USA       | Washington Capitals     | Princeton University (NCAA)          |
| 250.  | Brandon Crawford-West (Brankář)        | USA       | Pittsburgh Penguins     | Texas Tornado (NAHL)                 |
| 251.  | Ville Hamalainen (Pravé křídlo)        | Finsko    | Calgary Flames          | SaiPa (Finsko)                       |
| 252.  | Jean-Francois Soucy (Levé křídlo)      | Kanada    | Tampa Bay Lightning     | Montreal Rocket (QMJHL)              |
| 253.  | Petr Čajánek (Levé křídlo)             | Česko     | St. Louis Blues         | RI OKNA Zlín (Česko)                 |
| 254.  | Petr Polčík (Levé křídlo)              | Slovensko | Washington Capitals     | HK Ardo Nitra (Slovensko)            |
| 255.  | Marco Rosa (Střední útočník)           | Kanada    | Dallas Stars            | Merrimack College (NCAA)             |
| 256.  | Gregg Johnson (Střední útočník)        | Kanada    | Ottawa Senators         | Boston University (NCAA)             |
| 257.  | Jevgenij Gamalej (Obránce)             | Rusko     | New Jersey Devils       | Chimik Voskresensk (Rusko)           |
| 258.  | Dmitrij Bykov (Obránce)                | Rusko     | Detroit Red Wings       | Ak Bars Kazaň (Rusko)                |
| 259.  | Dmitrij Bezrukov (Obránce)             | Rusko     | Tampa Bay Lightning     | HC Neftěchimik Nižněkamsk (Rusko)    |

### 9. kolo
| Výběr | Hráč                                      | Národnost | Tým NHL             | Vysokoškolský/juniorský/tehdejší tým |
| ----- | ----------------------------------------- | --------- | ------------------- | ------------------------------------ |
| 260.  | Brian Perez (Levé křídlo)                 | USA       | New York Islanders  | Des Moines (USHL)                    |
| 261.  | Vitalij Smoljaninov (Obránce)             | Rusko     | Tampa Bay Lightning | HC Neftěchimik Nižněkamsk (Rusko)    |
| 262.  | Mario Cartelli (Obránce)                  | Česko     | Atlanta Thrashers   | HC Oceláři Třinec (Česko)            |
| 263.  | Ján Blanár (Obránce)                      | Slovensko | Florida Panthers    | Dukla Trenčín (Slovensko)            |
| 264.  | Pierre-Alexandre Parenteau (Pravé křídlo) | Kanada    | Florida Panthers    | Chicoutimi Saguenéens (QMJHL)        |
| 265.  | Dale Sullivan (Pravé křídlo)              | Kanada    | Dallas Stars        | Hull Olympiques (QMJHL)              |
| 266.  | Viktor Ujčík (Pravé křídlo)               | Česko     | Montreal Canadiens  | HC Slavia Praha (Česko)              |
| 267.  | Ivan Majeský (Obránce)                    | Slovensko | Florida Panthers    | Ilves (Finsko)                       |
| 268.  | Jeff Miles (Střední útočník)              | Kanada    | Chicago Blackhawks  | University of Vermont (ECAC)         |
| 269.  | Juris Stals (Střední útočník)             | Lotyšsko  | New York Rangers    | Lukko (Finsko)                       |
| 270.  | Grant Jacobsen (Střední útočník)          | Kanada    | St. Louis Blues     | Regina Pats (WHL)                    |
| 271.  | Mikko Lehtonen (Obránce)                  | Finsko    | Nashville Predators | Karpat (Finsko)                      |
| 272.  | Aleš Píša (Obránce)                       | Česko     | Edmonton Oilers     | HC Pardubice (Česko)                 |
| 273.  | Severin Blindenbacher (Obránce)           | Švýcarsko | Phoenix Coyotes     | Kloten Flyers (Švýcarsko)            |
| 274.  | Peter Reynolds (Obránce)                  | Kanada    | Carolina Hurricanes | North Bay Centennials (OHL)          |
| 275.  | Robert Müller (Brankář)                   | Německo   | Washington Capitals | Adler Mannheim (Německo)             |
| 276.  | Mike Knoepfli (Levé křídlo)               | Kanada    | Toronto Maple Leafs | Georgetown Raiders (OPJA)            |
| 277.  | Sebastian Laplante (Brankář)              | Kanada    | Los Angeles Kings   | Rayside-Balfour Sabrecats (NOJHL)    |
| 278.  | Shay Stephenson (Levé křídlo)             | Kanada    | Edmonton Oilers     | Red Deer Rebels (WHL)                |
| 279.  | Ryan Jorde (Obránce)                      | Kanada    | Buffalo Sabres      | Tri-City Americans (WHL)             |
| 280.  | Roman Kuchtinov (Obránce)                 | Rusko     | New York Islanders  | Novokuzněck (Novokuzněck) (Rusko)    |
| 281.  | Ilja Solarjev (Levé křídlo)               | Rusko     | Tampa Bay Lightning | Perm (Rusko)                         |
| 282.  | Marcel Rodman (Pravé křídlo)              | Slovinsko | Boston Bruins       | Peterborough Petes (OHL)             |
| 283.  | Simon Skoog (Obránce)                     | Švédsko   | St. Louis Blues     | Morrum Jr. (Švédsko)                 |
| 284.  | Viktor Hübl (Levé křídlo)                 | Česko     | Washington Capitals | HC Slavia Praha (Česko)              |
| 285.  | Marek Tomica (Pravé křídlo)               | Česko     | Dallas Stars        | HC Slavia Praha (Česko)              |
| 286.  | Toni Dahlman (Pravé křídlo)               | Finsko    | Ottawa Senators     | Ilves (Finsko)                       |
| 287.  | Juha-Pekka Ketola (Střední útočník)       | Finsko    | New York Islanders  | Lukko (Finsko)                       |
| 288.  | Francois Senez (Obránce)                  | Kanada    | Detroit Red Wings   | Rensselaer (Troy, NY) (ECAC)         |
| 289.  | Henrik Bergfors (Obránce)                 | Švédsko   | Tampa Bay Lightning | Sodertalje SK Jr. (Švédsko)          |

### Draft podle národností
| Pořadí | Stát       | Počet | Podíl |
| ------ | ---------- | ----- | ----- |
| 1      | Kanada     | 106   | 36.7% |
| 2      | USA        | 41    | 14.2% |
|        | Evropa     | 142   | 49.1% |
| 3      | Rusko      | 38    | 13.1% |
| 4      | Česko      | 31    | 10.7% |
| 5      | Finsko     | 23    | 8.0%  |
| 6      | Švédsko    | 17    | 5.9%  |
| 7      | Slovensko  | 15    | 5.2%  |
| 8      | Německo    | 7     | 2.4%  |
| 9      | Švýcarsko  | 6     | 2.1%  |
| 10     | Rakousko   | 2     | 0.7%  |
| 11     | Lotyšsko   | 1     | 0.3%  |
| 11     | Slovinsko  | 1     | 0.3%  |
| 11     | Francie    | 1     | 0.3%  |
| 11     | Kazachstán | 1     | 0.3%  |